# Jeffery Kelly
Jeffery W. Kelly (* 23. August 1960 in Medina, New York) ist ein US-amerikanischer Biochemiker. Er ist Professor für chemische Biologie am Scripps Research Institute (Skaggs Institute).
Jeffery Kelly erhielt 1982 seinen Bachelor-Abschluss in Chemie an der State University of New York in Fredonia und wurde 1986 bei Slayton A. Evans an der University of North Carolina mit der Arbeit I. The mechanism, stereochemistry, and scope of dioxyphosphorane promoted cyclodehydrations ; II. Oxygen-17 NMR studies directed towards elucidating the structure and dynamics of oxygenated organosulfur and organosilicon compounds promoviert. Als Post-Doktorand war er an der Rockefeller University bei Emil Thomas Kaiser. 1989 wurde er Assistant Professor, 1994 Associate Professor und 1997 Professor an der Texas A&M University. Ab 1997 war er Professor am Scripps Research Institute.
Er befasst sich mit dem Mechanismus der Proteinfaltung im Labor und in der Zelle, den beteiligten Enzym-Wegen und Fehlern, die dabei auftreten und aufgrund Funktionsverlust oder toxischen Wirkungen zu Krankheiten wie der Alzheimer-Krankheit und anderen Amyloidosen und Parkinson-Krankheit führen. Er entwickelt in seinem Labor Medikamente (mit gezielter chemischer Synthese kleiner Moleküle), die in die Prozesse, die zu fehlerhafter Proteinfaltung führen, eingreifen.
Kelly ist Lita Annenberg Hazen Professor für Chemie und Vorstand des Labors für Molekulare und Experimentelle Medizin am Scripps Research Institute. Von 2000 bis 2006 war er Vizepräsident (Academic Affairs), 2000 bis 2008 Dekan für Graduate Studies und von 2008 bis 2010 war er Chairman des Board of Trustees des Scripps Research Institute.
2003 war er Mitgründer von FoldRx Pharmaceuticals in Boston. Die Firma entwickelte das Medikament Tafamidis (Handelsname Vyndaqel) gegen familiäre Amyloidpolyneuropathie (FAP). Von 2005 bis 2007 war Kelly Präsident der Protein Society.
2012 erhielt er den Ralph F. Hirschmann Award in Peptide Chemistry der American Chemical Society, 2008 den Vincent du Vigneaud Award der American Peptide Society und 2006 den Merit Award der National Institutes of Health. 2001 war er Arthur C. Cope Scholar. 2016 wurde er zum Mitglied der American Academy of Arts and Sciences gewählt und erhielt den Gabbay Award. Für 2017 wurde ihm der Chemical Pioneer Award zugesprochen, für 2022 ein Breakthrough Prize in Life Sciences. 2023 wurde er mit dem Wolf-Preis in Chemie ausgezeichnet und zum Mitglied der National Academy of Sciences gewählt. Für 2025 wurde ihm der Ross Prize des Feinstein Instituts verliehen.